# Turismo in Thailandia

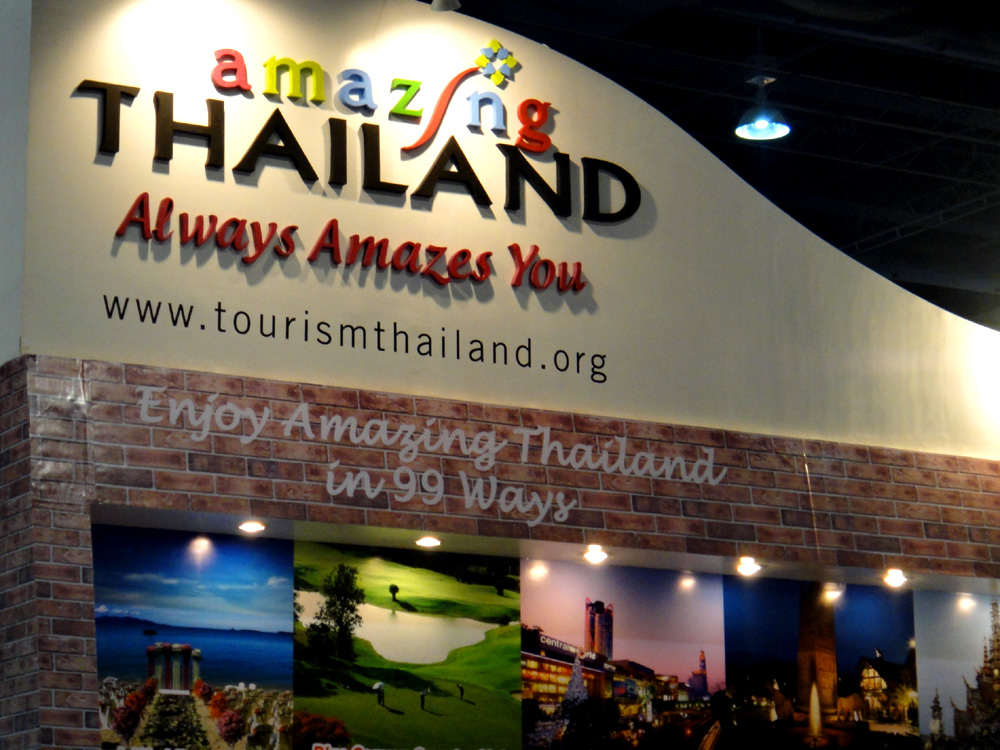
"Amazing Thailand", stand dell'autorità del turismo thailandese.

Il turismo in Thailandia rappresenta uno dei fattori più importanti dell'economia nazionale. Nel corso del 2013 si stima che il turismo abbia contribuito direttamente con il 9% del PIL complessivo della nazione; ma quando vengono compresi anche gli effetti indiretti provenienti dal turismo internazionale, viene a rappresentare fino il 20,2% del Pil. Il 1º giugno 2013, la rivista TIME ha riportato che Bangkok è stata identificata dal "Global Destination Cities Index" come la città più visitata al mondo durante l'anno in corso, mentre l'Aeroporto Internazionale di Bangkok-Suvarnabhumi è stato nello stesso lasso di tempo quello dotato di un maggior numero di coordinate geografiche di posizione su Instagram. L'Autorità del Turismo thailandese utilizza lo slogan "Amazing Thailand" per promuovere il paese a livello globale.

## Panoramica
Tra le ragioni preponderanti della crescita del turismo a partire dagli anni '60 sono stati il clima politico stabile e lo sviluppo della capitale quale crocevia del trasporto aereo internazionale; l'industria alberghiera e il settore della vendita al dettaglio hanno subito una fase di rapida espansione proprio a causa della domanda turistica. Il tutto è stato potenziato anche dall'apporto degli Stati Uniti, il cui personale ha iniziato ad giungere proprio allora per le fasi periodiche di "R & R" (nel gergo del glossario militare sta per "riposo e relax" durante la guerra del Vietnam.
In concomitanza, il turismo di massa internazionale ha avuto una forte impennata nello stesso periodo a causa sia del tenore di vita acquisito, con un maggior numero di persone che potevano usufruire di tempo libero, sia dei miglioramenti nella tecnologia che hanno permesso di viaggiare lontano, più velocemente, in modo più economico e in numero maggiore; tutte cose sintetizzate perfettamente dal Boeing 747 che per primo ha volato commercialmente nei primi anni '70. La Thailandia è stato uno dei primi paesi in Asia a capitalizzare su questa - allora - nuova tendenza.
Il numero dei turisti è velocemente cresciuto da 336.000 visitatori stranieri e 54.000 soldati (per "R & R") nel 1967 a oltre 26 milioni di ospiti internazionali che visitano la Thailandia nel 2013. La durata media della loro permanenza nel 2007 è stato 9,19 giorni, generando un reddito stimato in 547 miliardi di baht, circa 11 miliardi di euro. Nel 2013, la Thailandia è stata la "destinazione turistica" situata al 10º posto nella classifica del turismo mondiale, con 26,5 milioni di arrivi internazionali.
Nel 2008, Bangkok era al 3º posto, alle spalle di Londra e New York, nella lista dell'"Euromonitor International" sulle "Top City Destinations" con 10.209.900 visitatori, Pattaya al 23° con 4.406.300 visitatori, Phuket al 31° con 3.344.700 visitatori, e Chiang Mai classificato al 78º posto con 1.604.600 visitatori. Il "Global Destination Cities Index" redatto dalla MasterCard Worldwide Corporation, ha classificato Bangkok come la "città di destinazione top per gli arrivi di visitatori internazionali", mentre Londra e Parigi erano rispettivamente al secondo e al terzo posto.
Nel 2014, il 59% dei visitatori proveniva dall'Asia orientale. Il maggior numero di turisti occidentali invece erano quelli provenienti da Russia (6,5%), Regno Unito (3,7%), Australia (3,4%) e Stati Uniti d'America (3,1%). Circa il 55% dei turisti in Thailandia sono visitatori di ritorno. Il periodo di picco negli arrivi è durante le vacanze di Natale e Capodanno.
Nel 2014, 4,6 milioni di visitatori provenienti dalla Repubblica popolare cinese si sono recati in Thailandia. Si stima che il turista medio cinese rimanga nel paese per una settimana e spendendo tra i mille e i 1.300 dollari USA a persona, per viaggio. Secondo l'autorità per il turismo thailandese il numero dei turisti cinesi è aumentato del 93% nel primo trimestre del 2013, con un aumento che è stato attribuito alla popolarità del film cinese "Lost in Thailand", che è stato girato nella provincia settentrionale di Chiang Mai. I mass media cinesi hanno affermato che la Thailandia ha superato oramai Hong Kong come destinazione top per i suoi cittadini durante le festività del Primo Maggio 2013. L'enorme afflusso di turisti dalla Cina non è stato senza i suoi lati negativi; la gente del posto non ha mancato di lamentarsi del fatto che molti visitatori cinesi sono culturalmente insensibili e maleducati: questo ha portato il governo thailandese a pubblicare in lingua mandarino un "manuale di galateo" da far distribuire ai turisti cinesi.
Anche il turismo interno è cresciuto in maniera significativa negli ultimi dieci anni; i ricavi provenienti da esso sono difatti passati da 188 miliardi di baht nel 1998 a 380 miliardi (circa € 7800000000) nel 2007.
I turisti asiatici in primo luogo visitano la Thailandia soprattutto per Bangkok e le sue bellezze storiche, naturali, culturali situate nelle immediate vicinanze. I turisti occidentali invece, oltre a visitare la capitale e dintorni, in aggiunta in molti dei loro viaggi si spingono fino alle spiagge del sud e nelle isole. Il nord è la destinazione principale per il trekking e i "viaggi d'avventura" in direzione dei territori abitati dai gruppi etnici minoritari all'interno delle montagne boscose. La regione che ospita il minor numero di turisti è l'Isan o Thailandia del Nordest. Per poter accogliere i visitatori al meglio delle possibilità il governo thailandese ha istituito una polizia turistica separata con uffici nelle maggiori aree turistiche ed il proprio numero di telefono di emergenza centrale.
Anche il turismo sessuale contribuisce ad a far crescere i numeri di arrivi; pur se ufficialmente illegale, la prostituzione in Thailandia è monitorata e regolata dal governo per arginare la diffusione delle malattie sessualmente trasmissibili e per evitare eccessi. La prostituzione rivolta a stranieri si crede possa essere circa il 20% del totale del mondo della prostituzione in Thailandia, ed è concentrata in pochi grandi quartieri a luci rosse, come quelli di Pattaya e Patong,.
Thailandia ha cominciato ad avere un aumento della concorrenza da quando il Laos, la Cambogia ed il Vietnam hanno aperto le proprie frontiere al turismo internazionale a cavallo tra gli anni '80 e '90. Destinazioni come Angkor Wat, Luang Prabang e Halong Bay attualmente contestano l'ex monopolio della Thailandia nella regione d'Indocina. Per contrastare questo fenomeno, la Thailandia si rivolge a mercati di nicchia come le vacanze di golf, o quelle vacanze in combinazione con il cosiddetto "turismo della salute". Il paese ha inoltre anche in programma di diventare il fulcro per il turismo buddista.

### Crisi politica 2013-14
Al principio del 2014 l'industria del turismo thailandese ha sofferto a causa dei disordini politici scoppiati nel mese di ottobre 2013. La chiusura degli uffici governativi di Bangkok il 13 gennaio 2014 a seguito delle grandi manifestazioni anti-governativi, ha indotto alcuni turisti ad evitare accuratamente la capitale thailandese. La TAT ha previsto che il numero di arrivi potrebbe scendere di circa il 5% nel primo trimestre del 2014; anche le entrate del turismo sono previste i forte calo in questa stagione.
Arrivi turistici nel 2014 sono stati pari a 24,7 milioni, in calo del 6,6% dal 2013, mentre i ricavi derivanti dal turismo in calo del 5,8% rispetto all'anno precedente. Kobkarn Wattanavarangkul, Ministro del Turismo e dello Sport della Thailandia, ha attribuito il calo alla crisi politica nel primo semestre del 2014, che ha dissuaso molti potenziali visitatori a recarsi nel paese. I funzionari del turismo hanno inoltre sottolineato la drammatica diminuzione del valore del rublo russo che ha danneggiato le economie delle destinazioni popolari russe come Phuket e Pattaya.

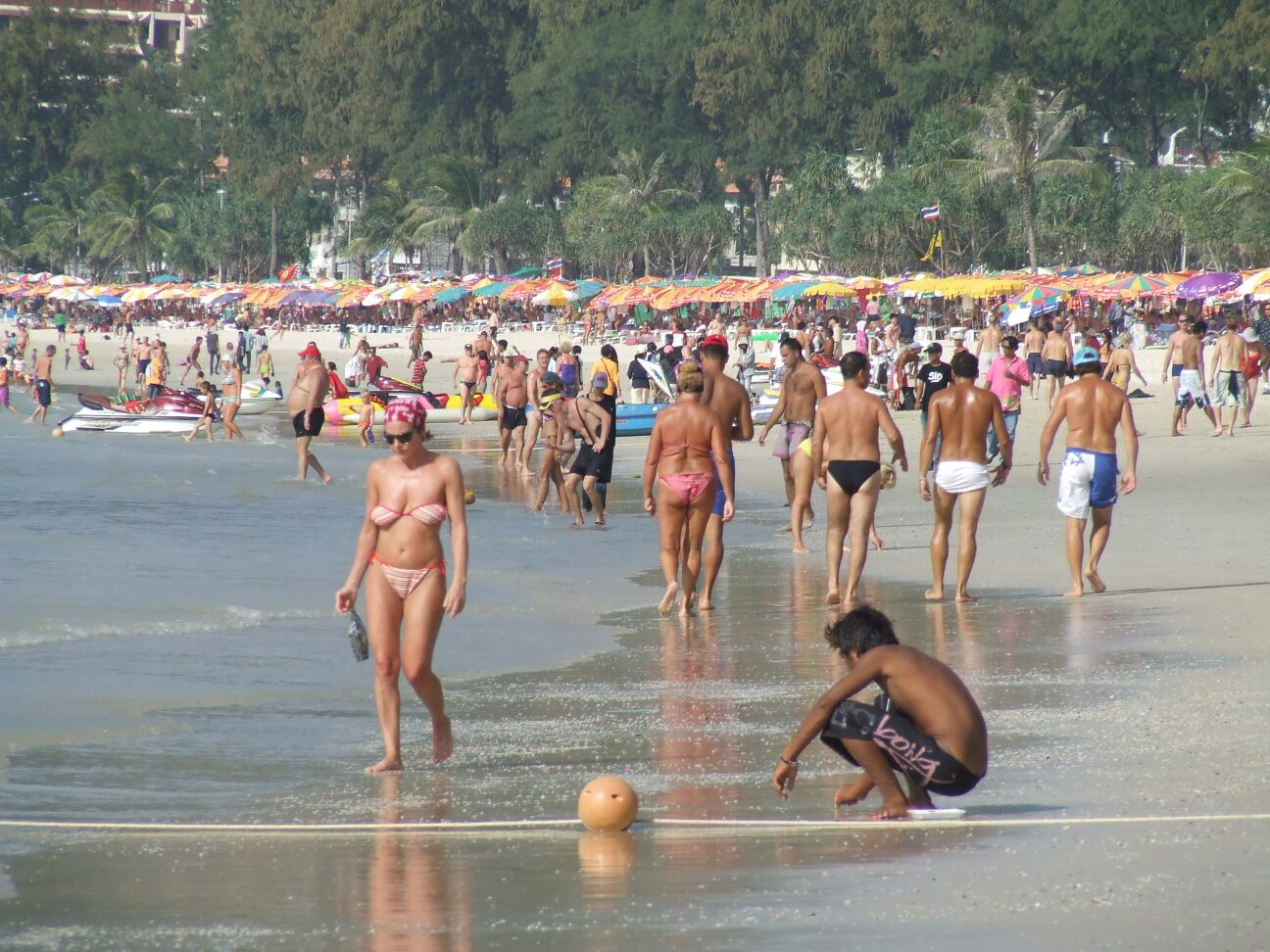
Scorcio della spiaggia di Patong.

### Classifica degli arrivi per nazionalità

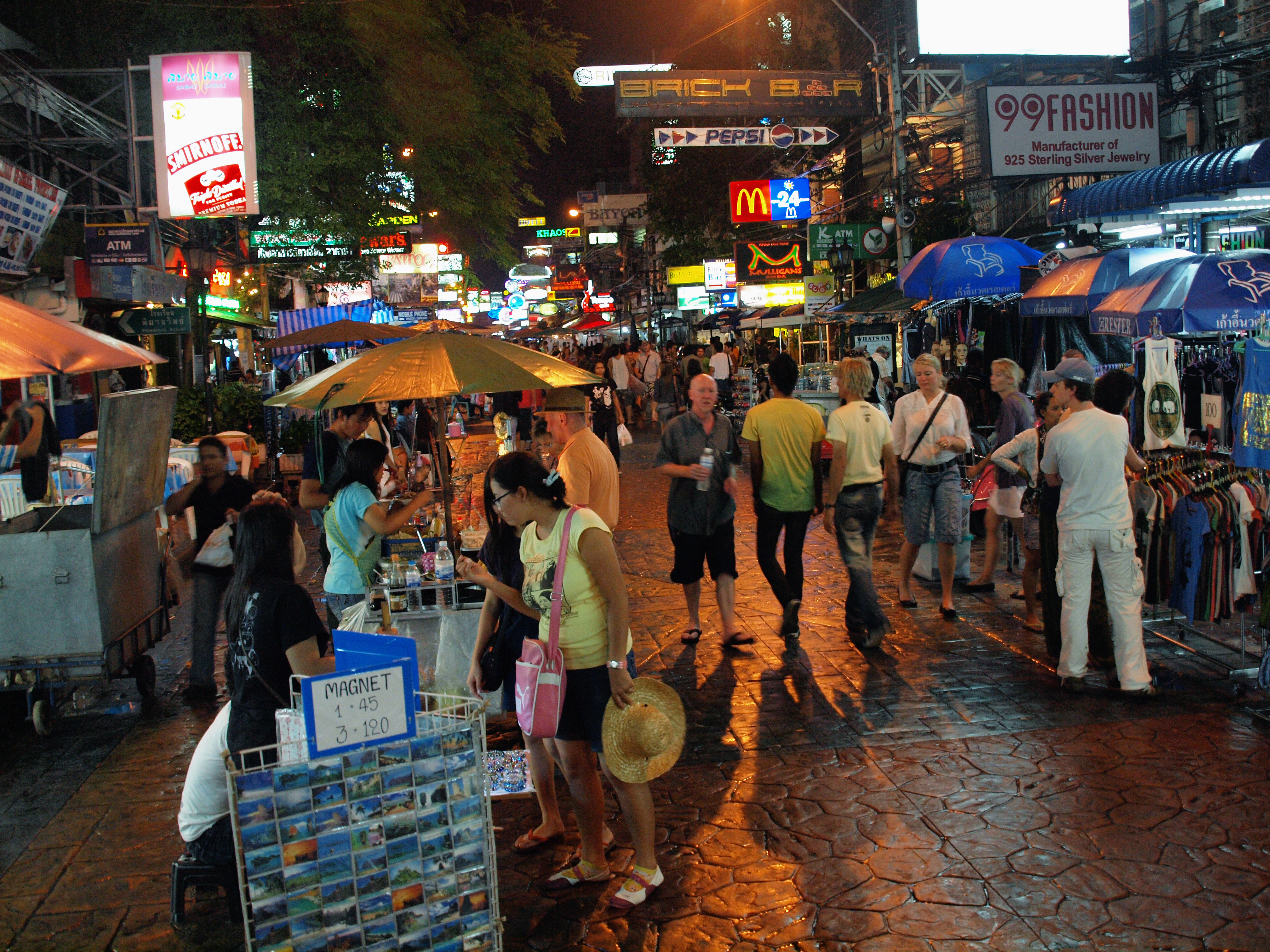
Una delle maggiori attrazioni turistiche è la "via dello shopping" a Khaosan road a Bangkok.

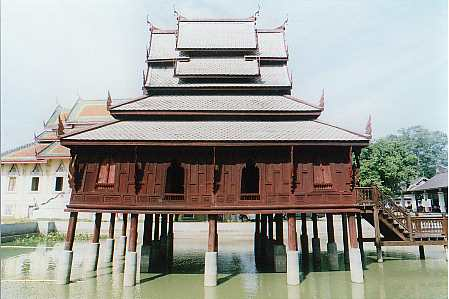
L'Ho Trai o "biblioteca-tempio" di Wat Tung Sri Muang a Ubon Ratchathani.

## Statistiche

### Annuale[19]
| Anno | Arrivi     | % Cambiamento |
| ---- | ---------- | ------------- |
| 2014 | 24,779,768 | −6.66%        |
| 2013 | 26,546,725 | +18.8%        |
| 2012 | 22,353,903 | +15.98%       |
| 2011 | 19,230,470 | +20.67%       |
| 2010 | 15,936,400 | +12.63%       |
| 2009 | 14,149,841 | −2.98%        |
| 2008 | 14,584,220 | +0.83%        |
| 2007 | 14,464,228 | +4.65%        |
| 2006 | 13,821,802 | +20.01%       |
| 2005 | 11,516,936 | −1.15%        |
| 2004 | 11,650,703 | no data       |

### Classifica degli arrivi per nazionalità[19]
| Classifica | Nazione o territorio | 2014      | 2013      | 2012      | 2011      | 2010      | 2009      | 2008      | 2007      | 2006      |
| ---------- | -------------------- | --------- | --------- | --------- | --------- | --------- | --------- | --------- | --------- | --------- |
| *          | ASEAN                | 6,620,231 | 7,396,297 | 6,253,480 | 5,594,577 | 4,534,235 | 3,968,579 | 3,971,429 | 3,520,051 | 3,389,342 |
| 1          | Cina                 | 4,623,806 | 4,705,173 | 2,789,345 | 1,721,247 | 1,122,219 | 777,508   | 826,660   | 907,117   | 949,117   |
| 2          | Malaysia             | 2,644,052 | 2,996,071 | 2,560,963 | 2,500,280 | 2,058,956 | 1,757,813 | 1,805,332 | 1,540,080 | 1,591,328 |
| 3          | Russia               | 1,603,813 | 1,736,990 | 1,317,387 | 1,054,187 | 644,678   | 336,965   | 324,120   | 277,503   | 187,658   |
| 4          | Giappone             | 1,265,307 | 1,537,979 | 1,371,253 | 1,127,893 | 993,674   | 1,004,453 | 1,153,868 | 1,277,638 | 1,311,987 |
| 5          | Corea del Sud        | 1,117,449 | 1,297,200 | 1,169,131 | 1,006,283 | 805,445   | 618,227   | 889,210   | 1,083,652 | 1,092,783 |
| 6          | India                | 946,249   | 1,049,856 | 1,015,865 | 914,971   | 760,371   | 614,566   | 536,964   | 536,356   | 459,795   |
| 7          | Laos                 | 934,253   | 1,106,080 | 951,090   | 891,950   | 715,345   | 655,034   | 621,564   | 513,701   | 276,207   |
| 8          | Regno Unito          | 909,335   | 906,312   | 870,164   | 844,972   | 810,727   | 841,425   | 826,523   | 859,010   | 850,685   |
| 9          | Singapore            | 864,681   | 936,477   | 821,056   | 682,364   | 603,538   | 563,575   | 570,047   | 604,603   | 687,160   |
| 10         | Australia            | 835,517   | 907,868   | 930,599   | 829,855   | 698,046   | 646,705   | 694,473   | 658,148   | 549,547   |
| 11         | Stati Uniti          | 764,745   | 826,350   | 767,420   | 681,748   | 611,792   | 627,074   | 669,097   | 681,972   | 694,258   |
| 12         | Germania             | 717,631   | 744,363   | 681,566   | 619,133   | 606,874   | 573,473   | 542,726   | 544,495   | 516,659   |
| 13         | Francia              | 632,242   | 614,455   | 572,996   | 515,572   | 461,670   | 427,067   | 398,407   | 373,090   | 321,278   |
| 14         | Vietnam              | 557,135   | 787,301   | 617,804   | 496,768   | 380,368   | 363,029   | 338,303   | 237,672   | 227,134   |
| 15         | Cambogia             | 553,809   | 468,366   | 424,766   | 265,903   | 146,274   | 96,586    | 85,790    | 99,945    | 117,100   |
| 16         | Indonesia            | 508,171   | 589,079   | 448,748   | 370,795   | 286,072   | 227,205   | 247,930   | 237,592   | 219,783   |
| 17         | Hong Kong            | 483,883   | 581,871   | 472,699   | 411,834   | 316,476   | 318,762   | 337,827   | 367,862   | 376,636   |
| 18         | Taiwan               | 392,758   | 503,157   | 394,475   | 447,610   | 369,220   | 362,783   | 393,176   | 427,474   | 475,117   |
| 19         | Filippine            | 338,055   | 326,245   | 288,889   | 268,375   | 246,430   | 217,705   | 221,506   | 205,266   | 198,443   |
| 20         | Svezia               | 324,780   | 337,812   | 350,565   | 373,856   | 355,214   | 350,819   | 392,274   | 378,387   | 306,085   |